# Popelnaste, Oleksandria
Popelnaste (în ucraineană Попельнасте) este o comună în raionul Oleksandria, regiunea Kirovohrad, Ucraina, formată numai din satul de reședință.

## Demografie
Componența lingvistică a comunei Popelnaste
     Ucraineană (97,15%)
     Rusă (2,32%)
     Alte limbi (0,44%)
Conform recensământului din 2001, majoritatea populației comunei Popelnaste era vorbitoare de ucraineană (97,15%), existând în minoritate și vorbitori de rusă (2,32%).